# Куэста, Бернардо
Берна́рдо Куэ́ста (исп. Bernardo Nicolás Cuesta; род. 20 декабря 1988, Альварес, провинция Санта-Фе) — аргентинский футболист, нападающий и капитан перуанского клуба «Мельгар».

## Биография
Бернардо Куэста занимался в футбольных школах клубов «Унион» (Санта-Фе), «Сосьедад Итальяна» из родного Альвареса, а также «Тиро Федераль». 13 июня 2009 года в матче против «Институто» он дебютировал в Примере B. Его команда сумела выиграть в гостях со счётом 2:1. 4 декабря 2010 года в гостевом матче против «КАИ» (Комодоро-Ривадавия) Бернардо забил свой первый гол на профессиональном уровне. Это помогло «Тиро Федералю» одержать победу со счётом 2:1.
В 2012 году аргентинский нападающий стал игроком перуанского «Мельгара». Дебют на высшем уровне национальных чемпионатов, а также за новую команду, получился очень успешным — Куэста оформил дубль и помог «красно-чёрным» разгромить «Спорт Бойз» со счётом 5:1.
В 2015 году Бернардо Куэста вместе с «Мельгаром» стал чемпионом Перу. В следующем году он на несколько месяцев отдавался в аренду в боливийский «Стронгест». В 2017 году выступал за колумбийский «Хуниор» и чилийский «Уачипато». Хотя в национальных первенствах за эти команды Берни забил только по одному мячу, он помог «Хуниору» выиграть Кубок Колумбии. В 2018—2019 годах он вновь выступал за «Мельгар», и в 2019 году с 27 голами стал лучшим бомбардиром чемпионата Перу. За этот второй период пребывания в Перу Куэста вышел на второе место в списке самых результативных футболистов в истории «Мельгара». После непродолжительного пребывания в таиландском «Бурирам Юнайтед» и мексиканской «Пуэбле», Куэста в 2021 году вернулся в «Мельгар».
Куэста, ставший капитаном «Мельгара», продолжил демонстрировать высокую результативность не только в чемпионате Перу, но и на международной арене. Так, в Южноамериканском кубке 2021 Бернардо в семи матчах забил пять голов, что стало для него рекордным показателем в карьере. Он вышел на первое место в списке лучших бомбардиров в истории «Мельгара» и занял третье место среди лучших аргентинских бомбардиров в истории перуанского футбола. В 2022 году Куэста помог «Мельгару» выйти в четвертьфинал Южноамериканского кубка, в восьми матчах забив восемь голов. После завершения игр 1/8 финала он возглавляет список лучших бомбардиров розыгрыша.

## Достижения
Командные
- Чемпион Перу (1): 2015
- Обладатель Кубка Колумбии (1): 2017

Личные
- Лучший бомбардир чемпионата Перу (1): 2019 (27 голов)
- Лучший нападающий чемпионата Перу (2): 2016, 2019
- Участник символической сборной чемпионата Перу (1): 2019 (по версиям SAFAP и Dechalaca.com)